# Grecka Formuła 3
Grecka Formuła 3 – rozgrywany w latach 1990–2002 cykl wyścigów samochodowych w Grecji według przepisów Formuły 3.

## Mistrzowie
| Sezon | Mistrz               | Zespół                | Samochód                 |
| ----- | -------------------- | --------------------- | ------------------------ |
| 1990  | „Ninos”              | Ninos                 | Ralt RT3-Alfa Romeo      |
| 1991  | Konstantin Kyritsis  | ABM                   | Reynard 873-Volkswagen   |
| 1992  | Konstantin Kyritsis  | ABM                   | Reynard 903-Toyota       |
| 1993  | Panajotis Fabiatos   | Panajotis Fabiatos    | Reynard 883-Volkswagen   |
| 1994  | Emmanuel Moschus     | ADM Competizioni      | Dallara 392-Alfa Romeo   |
| 1995  | Nikolas Nikolouzos   | Prema Powerteam       | Dallara 392-FIAT         |
| 1996  | Andreas Halkiopoulos | BVM Racing            | Ralt RT36-Mugen Honda    |
| 1997  | George Magliveras    | Eko Racing Team       | Ralt RT35-Alfa Romeo     |
| 1998  | Nikolas Nikolouzos   | Karting Racing Center | Dallara F396-Alfa Romeo  |
| 1999  | Vassilis Papafilipou | BVM Racing            | Dallara F396-Mugen Honda |
| 2000  | Vassilis Papafilipou | BVM Racing            | Dallara F396-Mugen Honda |
| 2001  | Panagiotis Kaitatzis | Panagiotis Kaitatzis  | Dallara F396-Mugen Honda |
| 2002  | Stogian Gkosebits    |                       | Dallara F396-Alfa Romeo  |